# Naissance en 1893
Naissance
- 1889
- 1890
- 1891
- 1892
- 1893
- 1894
- 1895
- 1896
- 1897

Cette page dresse une liste de personnalités nées au cours de l'année 1893. 

La liste des naissances est présentée dans l'ordre chronologique.

La liste des personnes référencées dans Wikipédia est disponible dans la page de la Catégorie: Naissance en 1893
- 3 janvier :  Pierre Drieu la Rochelle, romancier, essayiste et journaliste français († 15 mars 1945).
- 14 février :  Perry Bradford, auteur-compositeur, pianiste, chanteur et chef d'orchestre américain († 20 avril 1970).
- 15 février :  Berty Albrecht, résistante française († 31 mai 1943).
- 6 mars :  Furry Lewis, guitariste américain († 14 septembre 1981).